# 莱丹 (埃纳省)
莱丹（法語：Lesdins，法語發音：[ledɛ̃]）是法国上法蘭西大區埃纳省的一个市镇，属于圣康坦区。

## 地理
莱丹（49°53'49"N, 3°19'38"E）面积10.63 平方千米，位于法国上法蘭西大區埃纳省，该省份为法国北部内陆省份，北起北部省，西接索姆省和瓦兹省，东临阿登省和马恩省，西南至塞纳-马恩省，东北部与比利时接壤。
与莱丹接壤的市镇（或旧市镇、城区）包括：勒欧库尔、勒韦尔日、莫尔库尔、奥米西、勒莫库尔、塞克阿尔。

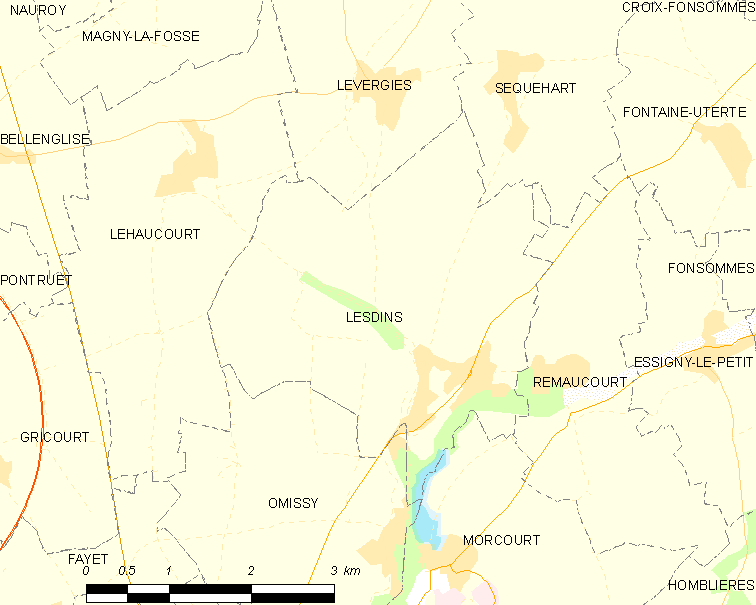
的OSM定位图

莱丹的时区为UTC+01:00、UTC+02:00（夏令时）。

## 行政
莱丹的邮政编码为02100，INSEE市镇编码为02420。

## 政治
莱丹所属的省级选区为圣康坦第二县。

## 人口

1962-2008年间人口变化图示

莱丹于2022年1月1日时的人口数量为808人。